# Arquitetura do Japão

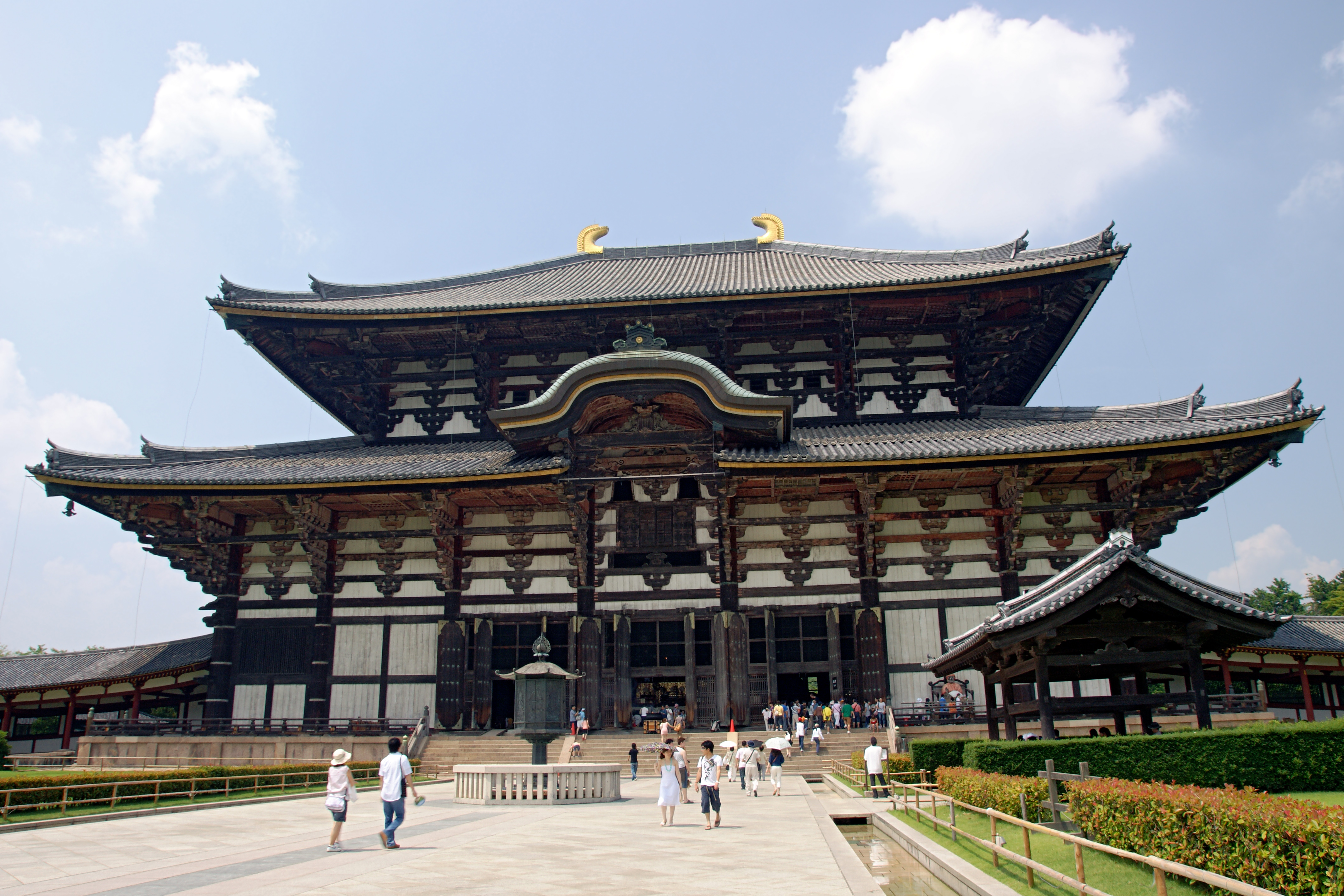
Mosteiro de Todaiji, Nara.

A arquitetura japonesa (日本建築, Nihon kenchiku) caracteriza-se tanto pelas suas qualidades estéticas intrínsecas quanto pela marcante influência que viria a exercer no Ocidente, sendo reconhecida como uma das mais importantes contribuições do espírito nipónico à cultura universal. Existem vestígios de construções neolíticas através de modelos de casas encontrados em túmulos, mas apenas com a introdução do budismo, no século VI d.C., pode-se identificar uma tradição contínua.
Como a religião, a arquitetura japonesa foi muito influenciada pela China (ver arte chinesa), com a adoção da madeira como principal material de construção e da coluna como elemento primordial da estrutura (o Japão dispõe de árvores em abundância e as construções de madeira são muito adequadas para um país sujeito a terremotos). No entanto, a arquitetura japonesa tende a ser menos grandiosa do que a chinesa e dá maior atenção à integração da construção ao ambiente. Esta consideração tem importância particular na localização dos santuários xintoístas (o xintoísmo é a antiga religião japonesa, predecessora do budismo), que eram sempre situados em belos locais e apresentavam uma atmosfera de grandiosidade ou de mistério, sugerindo a proximidade dos deuses.

## Templos
No essencial, a arquitetura japonesa pouco se alterou através dos séculos e tem sido preservada porque algumas construções religiosas foram periodicamente reconstruídas exatamente da mesma forma, por razões rituais. Os templos budistas eram com frequência erigidos como colégios monásticos, com vários prédios num mesmo complexo. Atingiu-se total domínio da carpintaria; muito da beleza das construções japonesas depende tanto das sutis curvaturas dos telhados como de outros tratamentos decorativos, inclusive a pintura dos pilares e vigas e o uso de douração.
O ponto alto da arquitetura budista no Japão foi atingido com a construção do mosteiro de Tōdai-ji, em Nara, fundado em 745, que assinala a adoção do budismo como a religião oficial do Estado pela casa imperial. A Sala do Grande Buda, dedicada à divindade pelo imperador Shomu em 752 (reconstruída em 1709), continua sendo a maior edificação em madeira do mundo.

## Arquitetura doméstica
Por outro lado, a arquitetura doméstica japonesa é notável pela sua simplicidade e refinamento. Painéis corrediços de madeira ou de papel de arroz subdividem as áreas internas em séries de espaços arejados. Algumas vezes um local da casa é separado para a cerimônia do chá, associada à contemplação e ao cultivo das artes, mas as casas-de-chá são geralmente pavilhões especiais localizados nos jardins. A relação entre a casa e o jardim é tradicionalmente muito importante para os japoneses, sendo a varanda um espaço de transição.

## Palácios e castelos

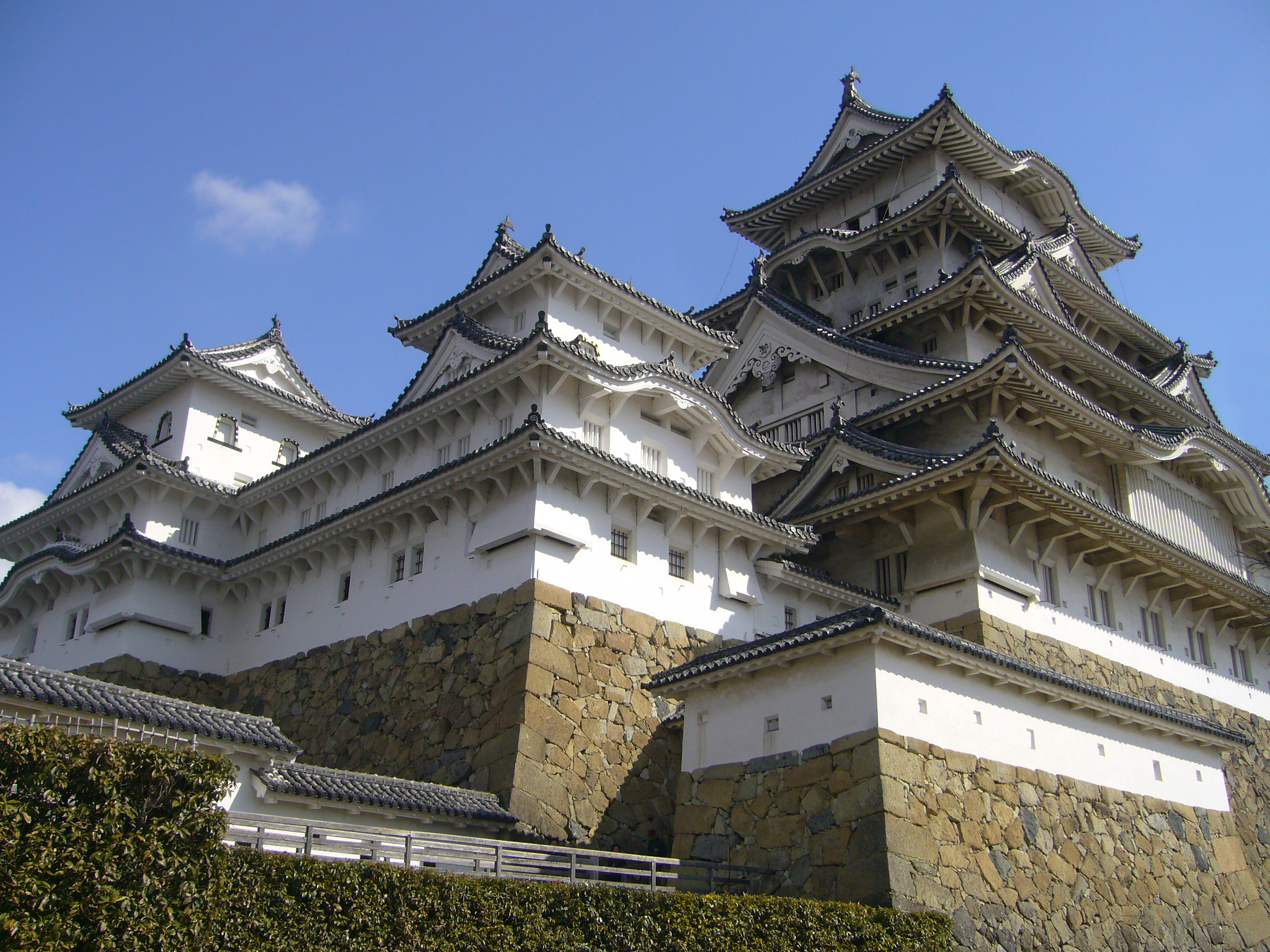
Himeji-jo (Castelo de Himeji), Himeji, Hyogo.

Os palácios eram modestos se comparados aos padrões ocidentais ou chineses, mas após a chegada das armas de fogo européias, no século XVI (uma época de incessantes guerras internas), construíram-se vários castelos amplos e imponentes sobre maciças fundações de pedra, que dispunham de torres centrais que serviam de depósitos. O castelo de Himeji é o mais notável.
- Adaptação de linhas ocidentais

Entre os séculos XVII e XIX, o Japão adotou uma política isolacionista, mas, por volta de 1860, iniciou um processo de industrialização, seguindo as linhas ocidentais e adotando a tradição arquitetônica européia. Contudo, foi somente a partir da década de 50 do século XX que o país começou a dar a sua importante contribuição para a moderna arquitetura mundial. Desde então, com a explosão da construção civil, refletindo o fantástico crescimento econômico do pós-guerra, o Japão se tornou um reconhecido centro de excelência e originalidade em termos de projetos arquitetônicos. Kenzo Tange é uma das figuras mais importantes da moderna arquitetura japonesa; sua obra concilia a influência da arquitetura moderna por meio de Le Corbusier e as formas tradicionais do Japão.